# President de Mali

Blasó de Mali.

Aquesta és la llista dels presidents de Mali de 1960 fins a l'actualitat.

## List
| #  | Portrait                        | Name (Birth–Death)               | Term of office    | Term of office              | Term of office                 | Political party | Elected   |
| #  | Portrait                        | Name (Birth–Death)               | Took office       | Left office                 | Time in office                 | Political party | Elected   |
| -- | ------------------------------- | -------------------------------- | ----------------- | --------------------------- | ------------------------------ | --------------- | --------- |
| 1  |                                 | Modibo Keïta (1915–1977)         | 20 June 1957      | 19 November 1968 (deposed.) | 8 anys, 152 dies               | US–RDA          | 1960 1964 |
| 2  |                                 | Moussa Traoré (1936–2020)        | 19 November 1968  | 26 March 1991 (deposed.)    | 22 anys, 127 dies              | Military / UDPM | 1979 1985 |
| 3  |                                 | Amadou Toumani Touré (1948–2020) | 26 March 1991     | 8 June 1992                 | 1 any, 74 dies                 | Military        | —         |
| 4  |                                 | Alpha Oumar Konaré (1946–)       | 8 June 1992       | 8 June 2002                 | -1987–-1986 any no vàlid years | ADEMA–PASJ      | 1992 1997 |
| 3  |                                 | Amadou Toumani Touré (1948–2020) | 8 June 2002       | 22 March 2012 (deposed.)    | 9 anys, 288 dies               | Independent     | 2002 2007 |
| 5  |                                 | Amadou Sanogo (1972/73–)         | 22 March 2012     | 12 April 2012               | 0 anys, 21 dies                | Military        | —         |
| 6  |                                 | Dioncounda Traoré (1942–) Acting | 12 April 2012     | 4 September 2013            | 1 any, 145 dies                | ADEMA–PASJ      | —         |
| 7  |                                 | Ibrahim Boubacar Keïta (1945–)   | 4 September 2013  | 18 August 2020 (deposed.'   | 6 anys, 350 dies               | RPM             | 2013 2018 |
|    | National Committee for the Mali |                                  |                   |                             |                                |                 |           |
| 8  |                                 | Modibo Koné                      | 18 August 2020    | 19 August 2020              | 0 anys, 1 dia                  | Military        | –         |
| 9  |                                 | Assimi Goita (1983–)             | 18 August 2020    | 19 August 2020              | 0 anys, 1 dia                  | Military        | –         |
| 10 |                                 | Malick Diaw                      | 18 August 2020    | 19 August 2020              | 0 anys, 1 dia                  | Military        | –         |
| 11 |                                 | Sadio Camara                     | 18 August 2020    | 19 August 2020              | 0 anys, 1 dia                  | Military        | –         |
| 12 |                                 | Ismaël Wagué                     | 18 August 2020    | 19 August 2020              | 0 anys, 1 dia                  | Military        | –         |
| 13 |                                 | Fanta Mady Dembele               | 18 August 2020    | 19 August 2020              | 0 anys, 1 dia                  | Military        | –         |
|    | Salvation of the People Mali    |                                  |                   |                             |                                |                 |           |
| 9  |                                 | Assimi Goita                     | 24 August 2020    | 25 September 2020           | 4 anys, 205 dies               | Military        | —         |
| 14 |                                 | Bah N'Daw                        | 25 September 2020 | 25 May 2021                 | 4 anys, 173 dies               |                 | —         |
| 9  |                                 | Assimi Goita                     | 25 May 2021       | —                           | 4 year                         | Military        |           |